# Helcia
Helcia es un género con cuatro especies de orquídeas, originario de Sudamérica.
Se conoce con el nombre abreviado de HLC  en el comercio hortofrutícola.

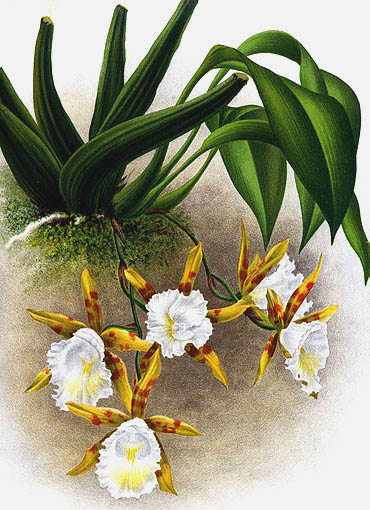
Trichopilia brevis

## Descripción
Se caracteriza por tener una sola hoja de pseudobulbo y una única flor de una inflorescencia con dos polinias.

## Distribución
El género se encuentra en Colombia y Ecuador.

## Cultura
Deben crecer las plantas en un lugar fresco a temperaturas cálidas en la sombra parcial de una luz brillante.  Durante el invierno las plantas deben tener  un ligero descanso seco entre riegos. Se riega aproximadamente una vez por semana.  La maceta mediana rellena con corteza de abeto.

## Taxonomía
El género fue descrito por John Lindley y publicado en Edwards's Botanical Register 31: Misc. 18. 1845.
Etimología
Helcia: nombre genérico que se refiere al collar de caballos como la estructura que está en el centro de la flor.

## Especies
| - Helcia brevis - Helcia callichroma - Helcia picta - Helcia sanguinolenta |

1. ↑  Sinónimos en Kew
2. ↑  «Helcia». Tropicos.org. Missouri Botanical Garden. Consultado el 20 de marzo de 2013.